# Rostkowice (województwo mazowieckie)
Rostkowice – wieś sołecka w Polsce położona w województwie mazowieckim, w powiecie płockim, w gminie Wyszogród. Dawniej pod nazwą Bielice. Miejscowość ta znajduje się przy drodze krajowej numer 50 w kierunku Płońska, 9km od miejscowości Wyszogród
| SIMC    | Nazwa   | Rodzaj    |
| ------- | ------- | --------- |
| 0579359 | Bielice | część wsi |

W latach 1975–1998 miejscowość administracyjnie należała do województwa płockiego.